# Herchen-Bahnhof

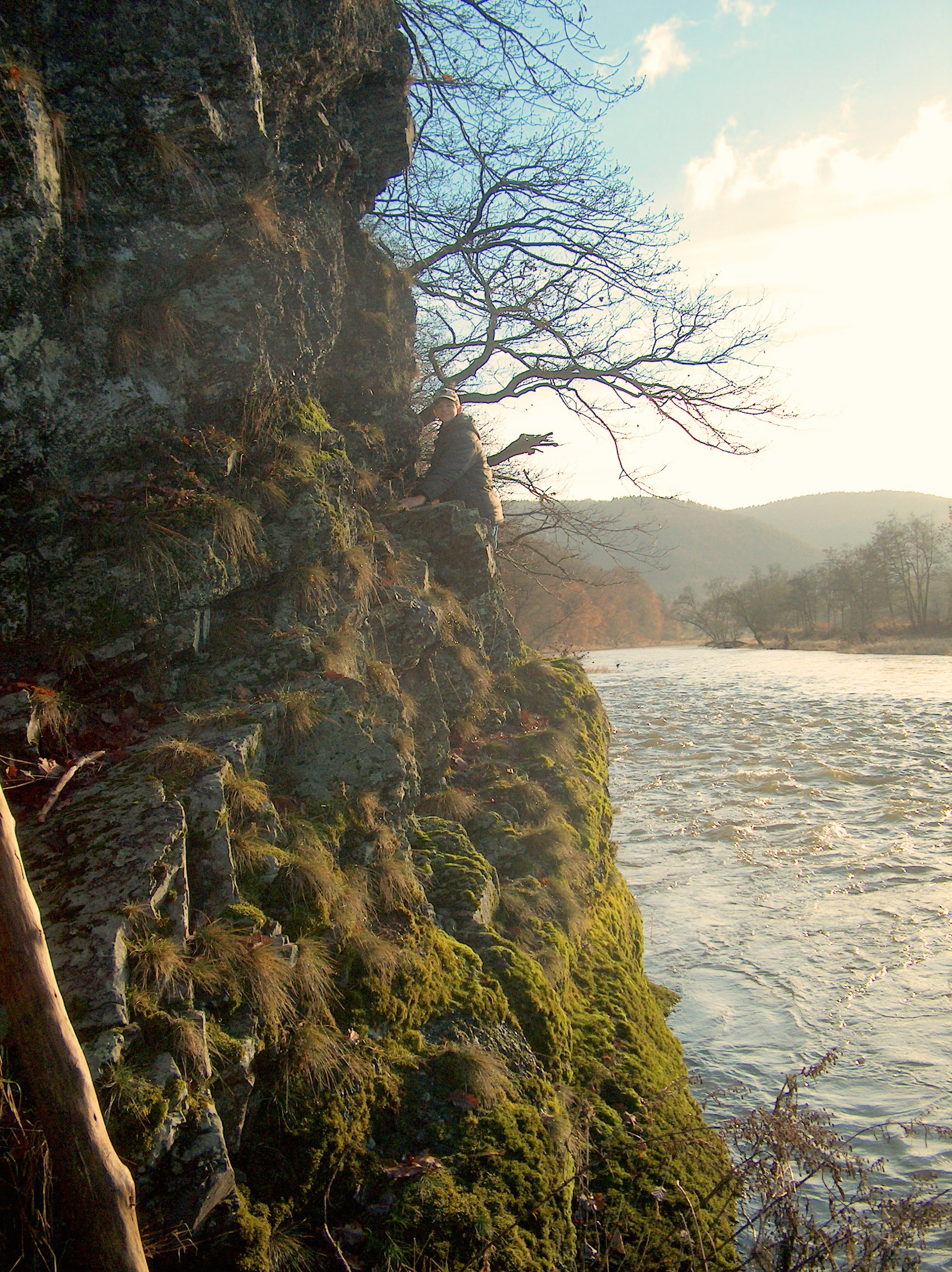
Die Sieg bei Herchen-Bahnhof

Herchen-Bahnhof ist ein Ortsteil der Gemeinde Windeck im Rhein-Sieg-Kreis. Früher hieß der Ort Hammer.

## Lage
Herchen-Bahnhof hat eine Höhe von 103,829 m ü. NHN laut Messpunkt am Bahnsteig. Er liegt direkt an der Sieg, die hier einen Höhenunterschied zwischen 94,5 m und 91,1 m ü. NHN überwindet. Der höchste Punkt des Ortes zwischen Leuscheid und Nutscheid liegt am außerhalb gelegenen Sommerhof mit 198,6 m ü. NHN. Nachbarort im Westen ist Stromberg, zu dessen Mark das Gelände früher gehörte. Oberhalb des östlichen Siegufers liegt Werfen. Nördlich liegt der namensgebende Ort Herchen, der am gegenüberliegenden Siegufer in Sichtweite mit dem Ortsteil In der Au anfängt.

## Geschichte
Herchen-Bahnhof ist ein junger Ort, der erst in der Zeit der Industrialisierung entstand. Erstmals wurde er standesamtlich 1875 erwähnt. Der Ackerer Carl Hundhausen aus Stromberg heiratet hier Wilhelmina Marcus. Trauzeugen waren der Stationwärter Peter Rösgen und der Bahnmeister Heinrich Schumacher.
1909 wurden die schwimmende Badeanstalt und beide Brücken vom Hochwasser zerstört. 
1945 wurden Bomben auf einen deutschen Panzer hinter dem Hammer abgeworfen, wobei die Wirtin, eine Flakhelferin und zwei Wehrmachtssoldaten ums Leben kamen.
Bis 1969 gehörte Herchen-Bahnhof zur Gemeinde Herchen.
1962 hatte der Ort 170 Einwohner, 1976 213.
1975 wurde die Brücke der L312 nach Leuscheid neu gebaut. Dafür wurde ein Mietshaus und ein Wohnhaus in Igelshof abgerissen.

## Verkehrsanbindung
Namengebend ist der Bahnhof an der Siegstrecke mit Halt der S 12, S 19 und des RE 9 sowie Anbindung an die örtlichen Buslinien 572 und 579.
| Linie | Verlauf / Anmerkungen | Takt (Mo–Fr) |
| ----- | --- | ------------ |
| S 12  | Horrem – Frechen-Königsdorf – Köln-Weiden West – Köln-Lövenich – Köln-Müngersdorf Technologiepark – Köln-Ehrenfeld – Köln Hansaring – Köln Hbf – Köln Messe/Deutz – Köln Trimbornstraße – Köln Airport Businesspark – Köln Steinstraße – Porz (Rhein) – Porz-Wahn – Spich – Troisdorf – Siegburg/Bonn – Hennef (Sieg) – Hennef Im Siegbogen – Blankenberg (Sieg) – Merten (Sieg) – Eitorf – Herchen – Dattenfeld (Sieg) – Schladern (Sieg) – Rosbach (Sieg) – Au (Sieg) Stand: Fahrplanwechsel Dezember 2023                                                                        | 60 min       |
| S 19  | Düren – Merzenich – Buir – Sindorf – Horrem – Frechen-Königsdorf – Köln-Weiden West – Köln-Lövenich – Köln-Müngersdorf Technologiepark – Köln-Ehrenfeld – Köln Hansaring – Köln Hbf – Köln Messe/Deutz – Köln Trimbornstraße – Köln Frankfurter Straße – Köln/Bonn Flughafen – Porz-Wahn – Spich – Troisdorf – Siegburg/Bonn – Hennef (Sieg) – Hennef Im Siegbogen – (Blankenberg (Sieg) /) Merten (Sieg) – Eitorf – Herchen – Dattenfeld (Sieg) – Schladern (Sieg) – Rosbach (Sieg) – Au (Sieg) Stand: Fahrplanwechsel Dezember 2023                                               | 60 min       |
| RE 9  | Rhein-Sieg-Express: Aachen Hbf – Aachen-Rothe Erde – Stolberg (Rheinl) Hbf – Eschweiler Hbf – Langerwehe – Düren – Horrem – Köln-Ehrenfeld – Köln Hbf – Köln Messe/Deutz – Porz (Rhein) – Troisdorf – Siegburg/Bonn – Hennef (Sieg) – Eitorf – Herchen – (Dattenfeld –)* Schladern (Sieg) – (Rosbach (Windeck) –)* Au (Sieg) – (Etzbach –)* Wissen (Sieg) – (Niederhövels – Scheuerfeld (Sieg) –)* Betzdorf (Sieg) – Kirchen – Brachbach (– Niederschelden – Eiserfeld (Sieg))* – Siegen Hbf * Halt einzelner Züge im Nacht- und Berufsverkehr Stand: Fahrplanwechsel Dezember 2023 | 60 min       |

Der Eisenbahntunnel hinter Herchen-Bahnhof hat eine Länge von 370 m. Die dazwischenliegende Eisenbahnbrücke wurde bei dem Sieghochwasser 1909 und im Zweiten Weltkrieg zerstört und dann, allerdings nur eingleisig, wieder erneuert.
Herchen-Bahnhof liegt an den Landesstraßen 312 und 333.

## Öffentliche Einrichtungen

### Schulen

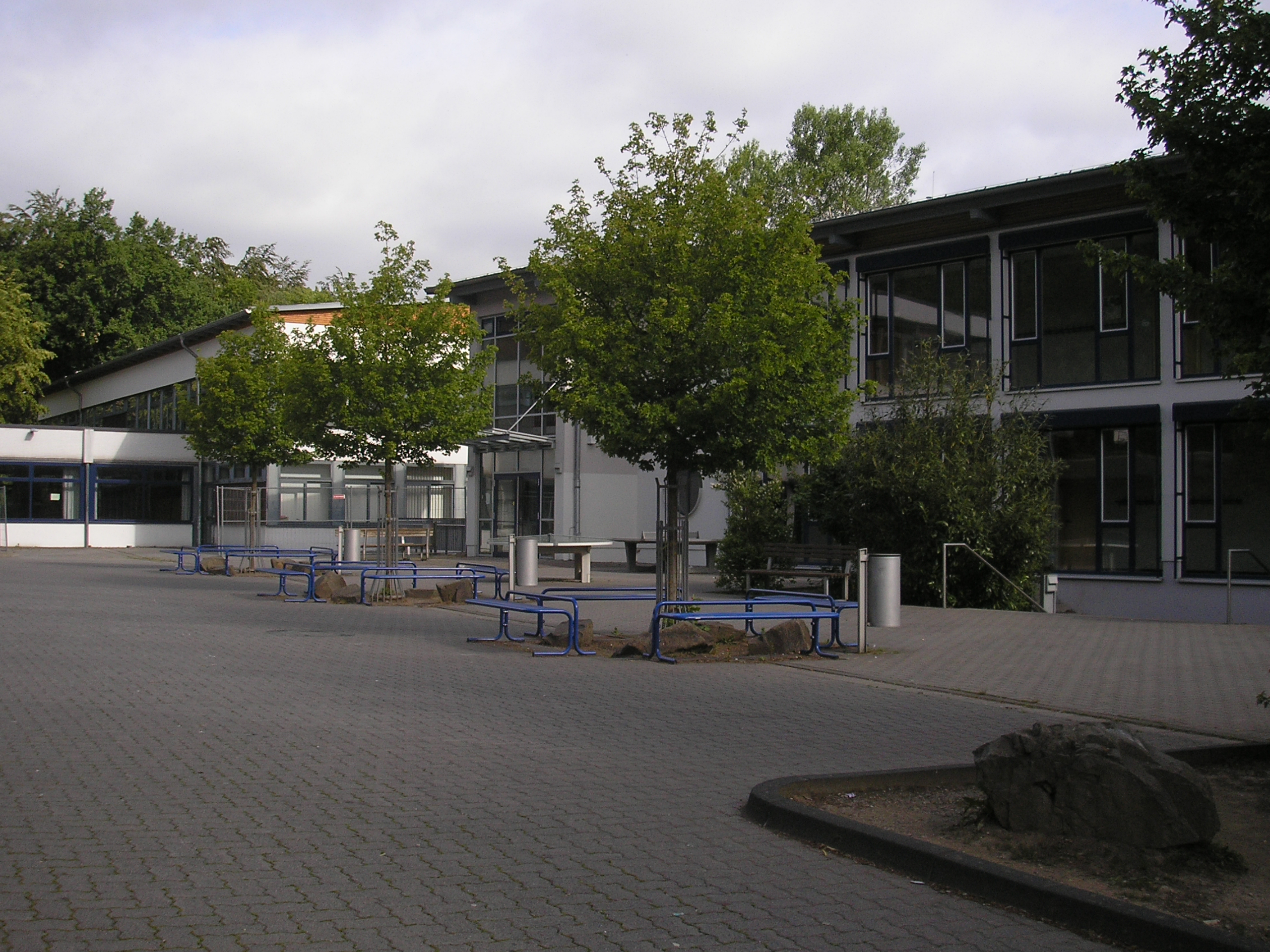
Realschule

- Herchen-Bahnhof ist Standort der Realschule für Jungen und Mädchen in Herchen. Sie wurde 1966 einzügig mit sechs Klassenräumen fertiggestellt, Unterricht wurde aber schon seit 1963 provisorisch in Herchen gegeben. 1967, 1968 und 1970 wurden jeweils Baracken angebaut, um der wachsenden Schülerzahl gerecht zu werden. 1981 und 2003 wurden dann ordentliche Neubauten errichtet. In 27 Klassen werden 752 Schüler unterrichtet. 2017 wurde die Realschule in eine Sekundarschule umgewandelt.
- Das Bodelschwingh-Gymnasium Herchen liegt auf der Reifershardt über dem Igelshof, zeitweise waren dortige Gebäude dem Internatbetrieb angegliedert.

### Post
Die Poststelle Herchen-Bahnhof wurde anfangs in der Gaststätte Kölner Hof betrieben, später hauptamtlich in das danebenliegende, inzwischen niedergelegte kleine Fachwerkhaus verlegt.

### Bahnhof

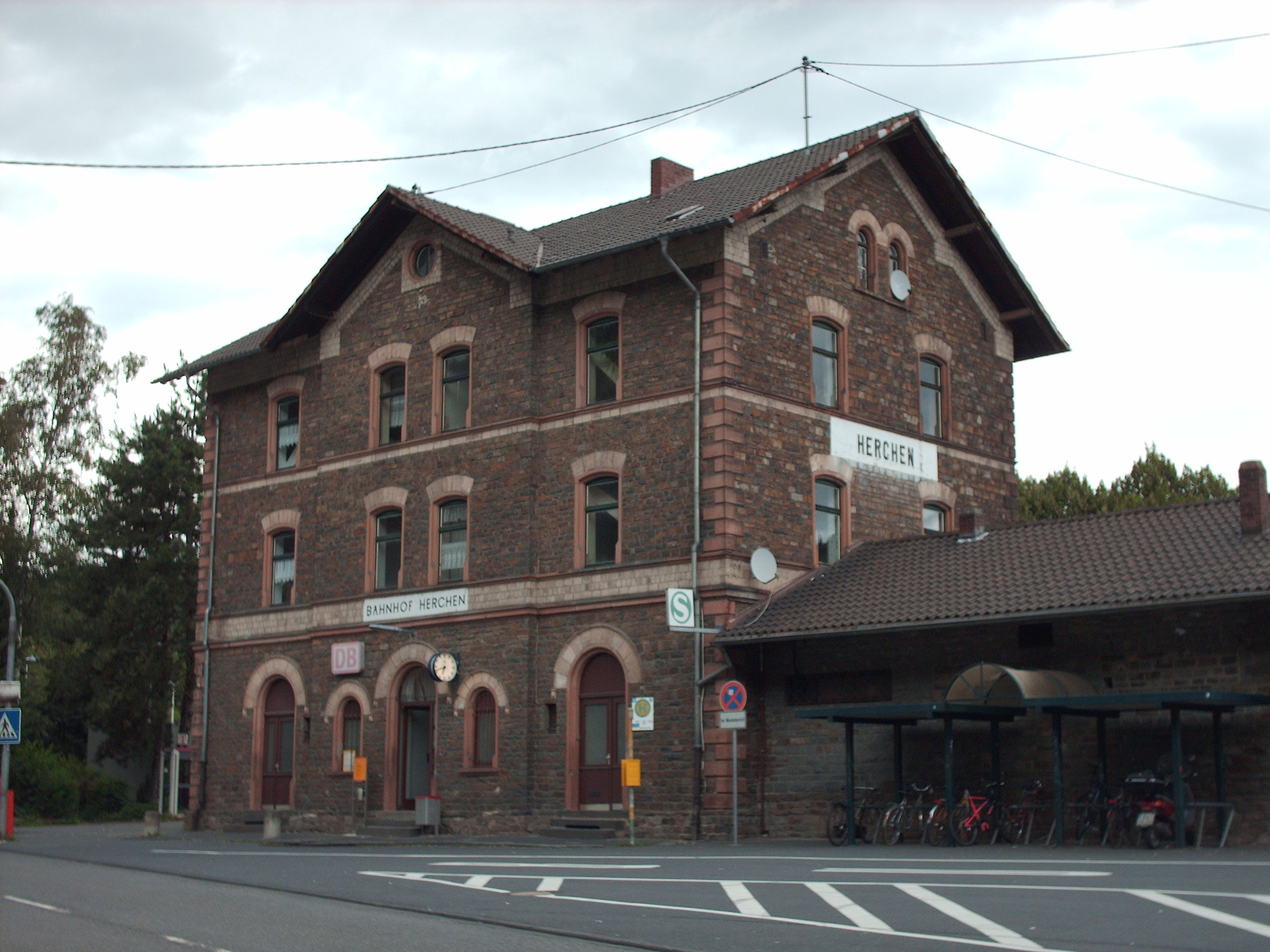
Bahnhofsgebäude Herchen

Der 1860 errichtete Bahnhof beherbergte früher vier Wohnungen für Bedienstete, die später zu zwei Wohnungen zusammengelegt wurden. Die beiden externen Stellwerke wurden später in die Schalterverkaufsräume verlegt. Die früheren Gebäude mit Waschküche und Stall für Ziegen und Schafe der Bediensteten sowie einer öffentlichen Toilette existieren ebenfalls nicht mehr. Das Gelände des Güterbahnhofes, gepachtet vom Baustoffhandel Martin Land, wurde in einen Park&Ride-Parkplatz umgewandelt. Südlich des Bahnhofs stehende Gebäude waren ehemals privat als Panneschoppen (Ziegelherstellung) und Sägewerk genutzt und sind ebenfalls längst niedergelegt. Das Empfangsgebäude steht seit 11. November 1991 unter Denkmalschutz.

## Fremdenverkehr

### Haus Herchen

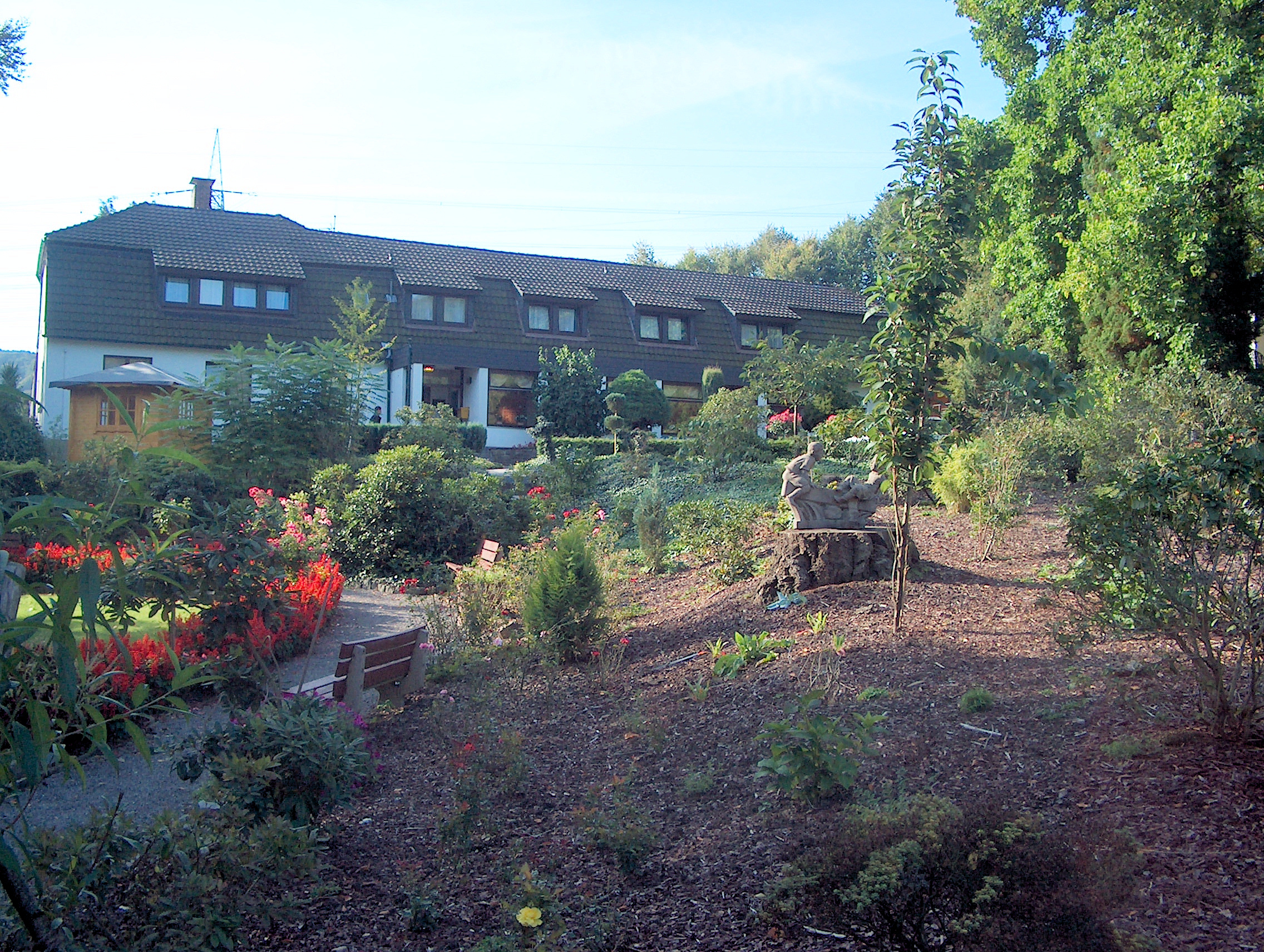
Das Haus Herchen ist im Laufe der Geschichte wechselhaft genutzt worden

Das Haus Herchen ist im Laufe der Geschichte wechselhaft genutzt worden.
Das Gelände an der heutigen Wuppertaler Straße wurde am Anfang des 20. Jahrhunderts als Geflügelzucht angelegt und auch als Obstbaumplantage betrieben.
1929 erwarb der Arbeiter-Samariter-Bund Chemnitz das Grundstück mit dem darauf befindlichen Bauernhof und der Obstplantage, um seinen Mitgliedern und Funktionären dort die Möglichkeit für Tagungen und Erholungsreisen zu geben.
1932 ist es als "Erholungsheim Obstfarm" im Telefonbuch unter Telefon 76 eingetragen.
Als der ASB 1933 von den Nationalsozialisten aufgelöst wurde, war das Anwesen noch hoch verschuldet. Zahlungen an Firmen und Gläubiger blieben aus, weil sich der von den Nazis in Chemnitz eingesetzte Treuhänder und das Land Preußen um Zuständigkeiten stritten. So wurde das Gelände 1934 durch die Nationalsozialisten beschlagnahmt. Der Staat wollte sich aber den Forderungen der Gläubiger, unter anderem das Bankhaus Gunzenhäuser in Stuttgart, nicht stellen. Das Stuttgarter Bankhaus haftete den Gläubigern der im Grundbuch von Herchen eingetragenen Hypotheken als Bürge und hatte daher schon im November 1933 die Zwangsversteigerung verlangt. Es musste zunächst als Meistbietender im Herbst 1935 das Anwesen kaufen, bevor es im April 1936 an die Nationalsozialistische Volkswohlfahrt (NSV) verkauft werden konnte. Der Kaufpreis betrug 50.000 Reichsmark, davon fielen 30.000 RM auf die Grundstücke und Gebäude, und 20.000 RM auf Inventar und Maschinen.
Die NSV nutzte das Haus während des Nazi-Regimes als Mütter-Erholungsheim.
Nach dem Zweiten Weltkrieg richteten die Barmherzigen Schwestern von der Heiligen Elisabeth aus Essen im September 1945 ein Altenheim auf dem Gelände ein.
Im Juni 1949 wurde jedoch von der Arbeiterwohlfahrt, die als Bevollmächtigte des Arbeiter-Samariter-Bundes auftrat, ein Rückerstattungsantrag gestellt. Der Anspruch auf Rückerstattung leitete sich aus einer Direktive des alliierten Kontrollrats und einer Verordnung der britischen Militärregierung ab. Gegen den Widerstand der Barmherzigen Schwestern wurde das bebaute Grundstück und das Inventar des St. Elisabeth-Heims im Ministerialblatt des Landes NRW am 13. Januar 1950 dem Arbeiter-Samariter-Bund Hannover zugesprochen.
Der ASB wiederum wollte das Heim umgehend wieder verkaufen, weil er das Geld aus einem möglichen Erlös dringend benötigte. Bereits im Vorfeld hatte der ASB-Bundesvorstand den damaligen Direktor der Wuppertaler Stadtwerke mit einer Vollmacht ausgestattet, da dieser das Heim zu Erholungszwecken der Stadtwerke-Angestellten erwerben wollte.
Im Januar 1951 wurde das Grundstück auf die Wuppertaler Stadtwerke übertragen.
Die Wuppertaler Stadtwerke, die bereits kurzzeitig ein auf dem Küpp in Bourauel errichtetes Heim genutzt hatten, das die Schullandheim-Genossenschaft Barmen nach dem Zweiten Weltkrieg erworben hatte, bezogen das Gelände nun als Erholungsheim für ihre Beschäftigten.
Der zum Haus gehörende Bauernhof wurde 2002 abgerissen. An seiner Stelle errichteten die Wuppertaler Stadtwerke ein modernes Seminar- und Weiterbildungszentrum, das 2005 fertiggestellt wurde. Ab diesem Zeitpunkt begannen die WSW damit, die Schulungsräume und Übernachtungsmöglichkeiten auch extern zu vermarkten. Die bisher letzten Modernisierungsmaßnahmen fanden zwischen 2016 und 2018 statt. Die anschließende Wiedereröffnung feierte das Waldhaus Herchen nun als moderner Hotel- und Gastronomiebetrieb, der weiterhin den Stadtwerke-Beschäftigten, aber auch externen Gästen Erholungs- und Bildungsmöglichkeiten bietet.

### Bergfried

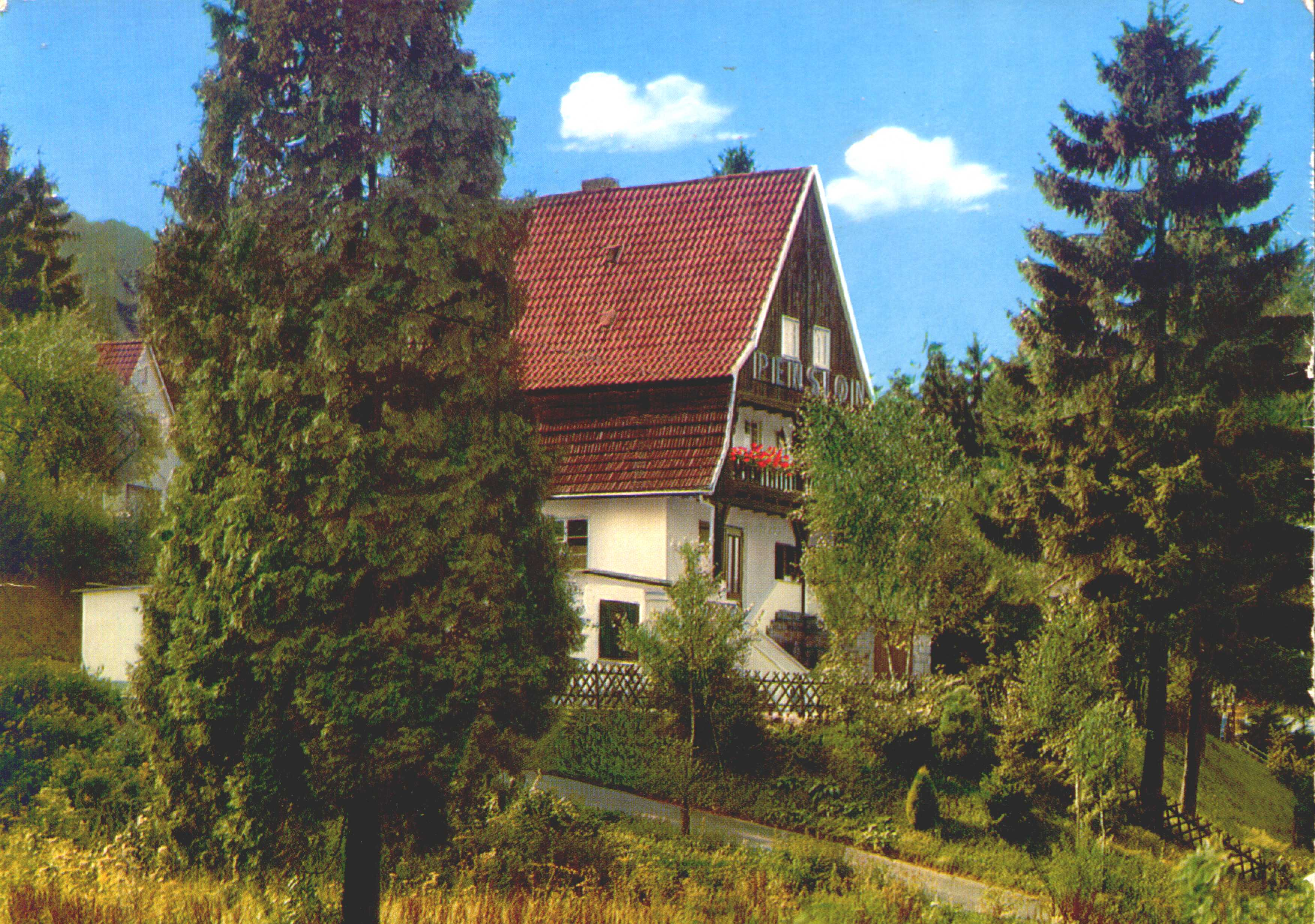
Der Bergfried

Die ehemalige Fremdenpension Haus Heimatliebe wurde 1930 als Privathaus erbaut und 1939 als Pension betrieben. Sie war Erholungsort für jeweils acht Mitarbeiter von Bayer Leverkusen. Nach dem Zweiten Weltkrieg wurde das Haus erst als Café betrieben. 1958 wurde das Haus verkauft und als Gaststätte Bergfried betrieben.

### Sonneck

Delikatessengeschäft Düsberg später Sonneck

Das 1906 als Privathaus erbaute Haus Sonneck wurde erst als Lebensmittelgeschäft und spätestens seit 1925 als Pension betrieben. Zeitweise betrieb man hier auch eine öffentliche Tankstelle. Inzwischen dient das Haus wieder reinen Wohnzwecken.

### Kölner Hof
Der ab 1900 von Friedrich Rötzel betriebene Gasthof besteht heute noch, hat seinen Hotelbetrieb allerdings eingestellt. Die 1909 konzessionierten Anbauten Kegelbahn und Tanzsaal wurden schon vor einigen Jahrzehnten zu Wohnungen umgebaut. Das Gebäude steht unter Denkmalschutz.

### Karl-Koch-Hütte
Eine Ferienunterkunft des Kirchenkreises Düsseldorf, die die letzten Jahre aber privat untervermietet war. 2007 musste sie dem Neubau einer zweiten Turnhalle für die Realschule weichen.

### Sonstiges
Von Haus Herchen führt der Höhenwanderweg über die Martin-Land-Hütte und die Düsseldorfer Hütte zum Thingplatz (Herchen) und den dortigen Kanonen, die seit dem Deutsch-Französischen-Krieg in Köln auf dem Heumarkt standen und im Ersten Weltkrieg nach Herchen evakuiert wurden. Nördlich von Igelshof befindet sich der Heilbrunnen. Einen guten Blick über Herchen-Bahnhof bietet die Plattform des ehemaligen Hindenburgdenkmals.

## Industrie und Handel

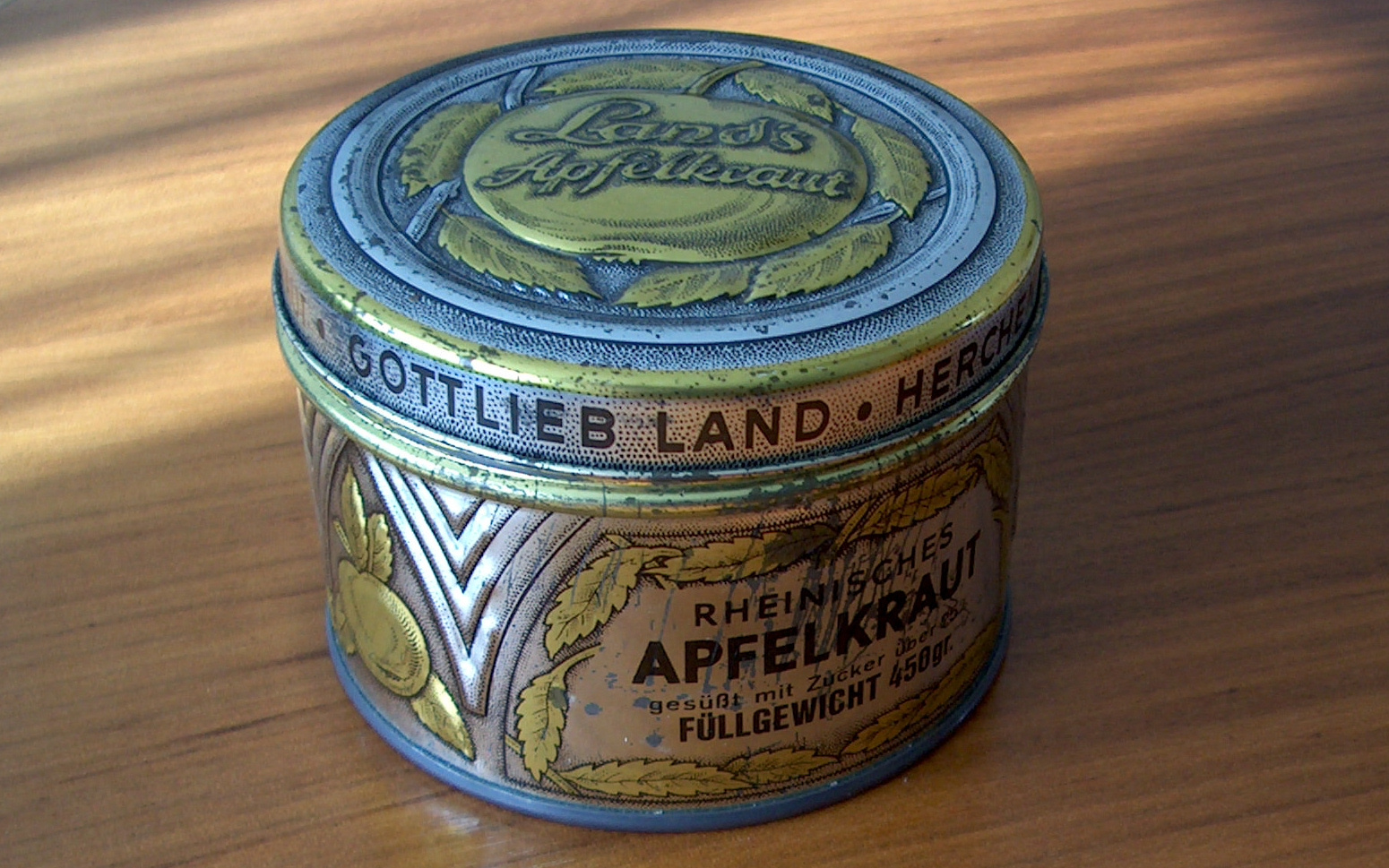
Eine Apfelkrautdose aus Herchen-Bahnhof ist auch als Exponat im Museum Europäischer Kulturen zu sehen

Eine Werbeanzeige aus der Eitorfer Zeitung von 1924

### Apfelkraut Land
Größter Arbeitgeber im Ort war bis 1977 die Apfelkrautfabrik Land, die ihre rheinische Spezialität bis nach Amerika exportierte. Gegründet wurde die Fabrik 1872. Sie wurde erst als kleines Unternehmen im Hammer betrieben. Dann erbaute Gottlieb Land seine kleine Fabrik am Bahnhof und wurde größter Apfelkrauthersteller. Nach seinem Tod wurde die Apfelverarbeitung von Sohn Walter, Kohle- und Baustoffverkauf von Sohn Martin übernommen. 1950 wurden hier 38 Prozent des deutschen Gesamtumsatzes an Apfelkraut erzeugt.

### Sonstiges
Daneben bestand eine Reihe von Geschäftshäusern: Lebensmittelgeschäft Böhmer, in dem heute ein Zoogeschäft betrieben wird, Elektrohandel Schlabbach, Lebensmittelgeschäft Fenners, Autohandel (für Glas, Goggo und Fiat) und Tankstelle Olbertz, Imbiss Rodeck und die 1960 abgerissene Baracke an der Sieg, in der vor dem Krieg ein Bauunternehmer, im Krieg der Kunstdreher Bentele und nach dem Krieg ein Sägewerk untergebracht waren.

## Ortsteil Igelshof
Der auf der linken Seite der Sieg gelegene Ortsteil Igelshof wird vor allem durch die Burg Reifershardt präsentiert. Die heutige Wohnbebauung war früher gewerblich durchsetzt, es gab hier ein Tiefbauunternehmen, eine Bücherstube, das Restaurant Fritz Burbach und eine Dampfwäscherei des Bodelschwingh-Gymnasiums, in der im Zweiten Weltkrieg französische Kriegsgefangene einquartiert waren. Heute gehört Igelshof zu Werfen.

## Denkmalschutz
Burg Reifershardt wurde am 11. November 1986 unter Denkmalschutz gestellt, der Kölner Hof am 7. Oktober 1988 und der Bahnhof Herchen am 11. November 1991.

## Persönlichkeiten des Ortes
- Walter Land (* 1938), Transplantationsmediziner (Chirurg)